# Survey (Archäologie)

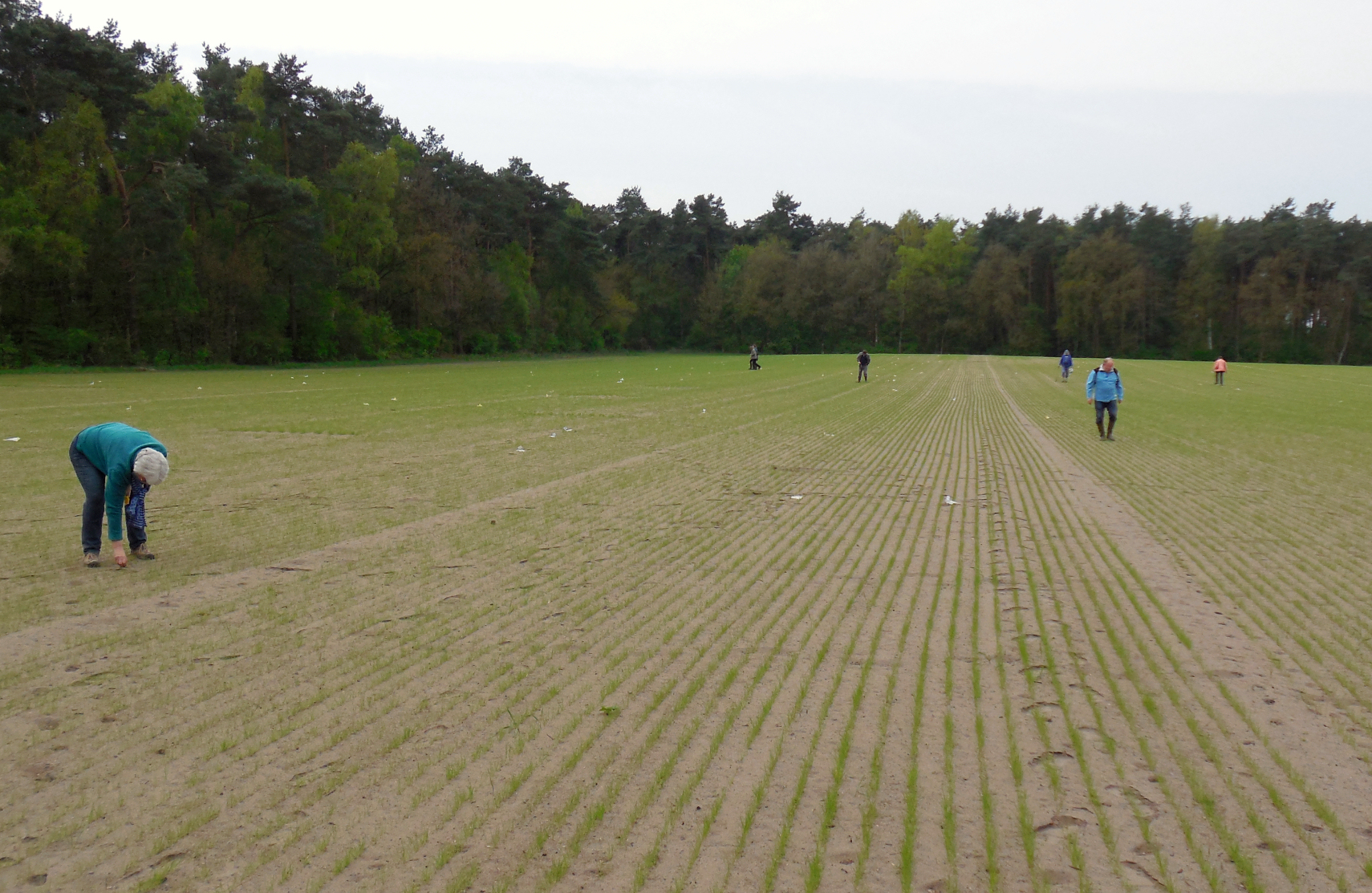
Eine Feldbegehung in Niedersachsen mit weißen Fundmarkierungen

In der Archäologie ist ein Survey (von englisch survey für Erhebung‚ Erkundung, Inspizieren‚ Begutachten) die Begehung bzw. Geländeerkundung zum Gewinnen eines Überblicks über die Besiedlungsgeschichte. Es handelt sich um eine Bodenbegehung des Gebietes und dessen Kartierung.
Die Begehung muss nicht zwangsläufig zu einer Ausgrabung führen, sondern kann auch (vorerst) der einzige Schritt bei der Erforschung eines Gebietes sein. Sie ist die einfachste archäologische Prospektionsmethode und findet nahezu zerstörungsfrei statt. Heute wird sie meist mit den geophysikalischen Methoden der Prospektion kombiniert.

## Praxis
Begehungen finden häufig als Feldbegehung statt, bei der auf Ackerflächen die Erdoberfläche ohne technische Hilfsmittel systematisch nach archäologischem Fundmaterial abgesucht wird. Begehungen können auch mit technischen Hilfsmitteln, wie Metalldetektoren, vorgenommen werden.
Das zu untersuchende Gelände wird meist in Planquadrate geteilt und vermessen, heute kommt auch vermehrt GPS zum Einsatz. Danach wird das Gelände systematisch abgegangen, wobei die Bodenoberfläche nach auffallenden Gelände- und Bodenmerkmalen untersucht wird, sowie Funde eingemessen und aufgelesen werden. Alle Funde und Befunde werden dokumentiert und kartografiert. Ein gehäuftes Auftreten von Funden kann auf Fundstellen bzw. Bodendenkmäler hinweisen, die durch Bodenerosion oder Pflügen zu Tage treten. Mit den gesammelten Daten kann der erfahrene Archäologe abschätzen, ob und welche Art Denkmäler sich im Boden befinden könnten. Mit Hilfe von Geoinformationssystemen können die Funde mit der Topographie und weiteren Merkmalen, wie Bodengüte, Bodennutzung und ähnlichem, in Verbindung gebracht werden.

## Ziele
Begehungen können folgende Zielsetzungen haben:
Alte Fundstellen
Begehungen auf bekannten Fundstellen dienen ihrer genauen Erfassung und Kartierung. In der Vergangenheit sind viele Fundstellen durch Feldbegeher, oft in der Person von örtlichen Lehrern oder Pastoren, bekannt geworden. Heute können an diesen Stellen Funde durch eine Einmessung per GPS präzise erfasst werden. Auch können Fundkonzentrationen festgestellt werden, die Hinweise auf frühere Nutzungsbereiche liefern.
Neue Fundstellen
Da viele Gebiete noch unerforscht sind und keine Fundstellen bekannt sind, können Begehungen das Fundbild einer Region vervollständigen.
Gezielte Suche
Die gezielte Suche kann dazu dienen, zu einer bekannten Fundstelle einen fehlenden Bereich zu finden. Zum Beispiel kann ein Bestattungsplatz bekannt sein, aber die dazugehörige Siedlung noch nicht entdeckt sein.
Forschungsvorhaben
Begehungen können Ausgrabungen ergänzen, Grundlage für weitere Prospektionsmaßnahmen oder für die Rekonstruktion einer Kulturlandschaft darstellen.
Bauplanungen
Vor geplanten Baumaßnahmen können Begehungen dazu dienen, das Fundpotenzial auf der Fläche
für archäologische Stellungnahmen einzuschätzen und ggf. Sondagen oder Ausgrabungen vorzubereiten.

## Fundmaterial
Häufig vorkommendes Fundmaterial ist:
- Keramikfragmente
- Hütten- oder Brandlehm
- Spinnwirtel und Webgewichte
- bearbeiteter Feuerstein
- Steingeräte wie Steinäxte, Steinbeile, Dechsel oder Mahl-, Schleif- und Wetzsteine
- Schlacken aus der Metallgewinnung oder Glasverarbeitung
- Perlen aus Glas
- Knochen
- Leichenbrand
- Metallobjekte

## Rechtliche Situation in Deutschland
Die rechtliche Situation ist in den deutschen Bundesländern durch Denkmalschutzgesetze geregelt. Danach sind alle geschichtlichen und archäologischen Funde von Begehungen (dazu gehören in einigen Bundesländern auch bereits Relikte aus beiden Weltkriegen) den Denkmalbehörden zu melden. Begehungen durch Sondengänger mit Metalldetektoren sind durch die zuständige Denkmalschutzbehörde genehmigungspflichtig.